# 王添藝
王添藝（2002年—），山東濟南人，中国乒乓球女子运动员。

## 生平
2012年進入山東魯能，2017年1月16日入選中國國家乒乓球二隊，同年6月25日於中國青少年乒乓球公開賽暨國際乒聯黃金系列青少年巡迴賽（太倉站），獲得U18女單季軍，於7月的亞洲青少年乒乓球錦標賽，代表中國隊出戰少年組女團比賽，最終和中國隊一起獲得女團冠軍。
進入中國國家隊後，在2019年的義大利青少年公開賽獲得混雙冠軍，亦於2023年與劉丁碩搭檔，在中國的乒乓球全國錦標賽16強賽中擊敗過由王楚欽和孫穎莎組成的頭號種子組合。也在2023年12月的WTT支線賽杜塞道夫站，與何卓佳搭檔獲得女雙金牌。
2021年10月，中國乒乓球俱樂部超級聯賽在山東威海舉行，代表山東魯能俱樂部參賽。最終山東魯能隊以3-1戰勝深圳大學隊，獲得中國乒乓球俱樂部超級聯賽女團冠軍。
2024年巴黎奧運，擔任孫穎莎的陪練員。